# المسيحية والاستعمار
وفقاً للباحث بيني م. سوننبرغ غالبًا من بين جميع الأديان ارتبطت المسيحية أكثر بالإستعمار لأن العديد من أشكالها (الكاثوليكية والبروتستانتية) كانت الأديان الرسمية للقوى الأوروبية المنخرطة في المشاريع الإستعمارية على نطاق عالمي، وعملت في العديد من الأحيان «كذراع ديني» لتلك القوى بحسب ستيفن بيفانز. ووفقاً لإدوارد أندروز، تم تصوير المبشرين المسيحيين في البداية على أنهم «قديسين مرئيين، ونماذج من التقوى المثالية في بحر من الوحشية المستمرة». ومع ذلك، في الوقت الذي اقتربت فيه فترة الاستعمار من نهايتها في النصف الأخير من القرن العشرين، أصبح يُنظر إلى المبشرين على أنهم «قوات صدمات أيديولوجية للغزو الاستعماري والذين أعمتهم حماستهم»، و«عامل وذريعة أخلاقية للإستعمار».

## النقد
وجهت انتقادات إلى المسيحية من قبل نقَّاد الاستعمار بسبب استخدام مبادئ الدين لتبرير تصرفات المستعمرين. على سبيل المثال، بحسب توين فالولا اعتقد بعض المبشرين أنَّ «أجندة الإستعمار في أفريقيا كانت مشابهة لأجندة المسيحية». ويشير فالولا إلى تعليق جان بيور من بعثة السودان المتحدة الذي قال: «الاستعمار هو شكل من أشكال الإمبريالية ويقوم على التفويض الإلهي ومصمم لتحقيق التحرر- الروحاني والثقافي والاقتصادي وسياسي- من خلال المشاركة في نشر نعم الحضارة المستوحاة من المسيح من الغرب وسط شعب يعاني في ظل القمع الشيطاني والجهل والمرض، ويتأثر بمزيج من القوى السياسية والاقتصادية والدينية التي تتعاون في ظل نظام يسعى إلى الاستفادة من كل من الحاكم والمحكوم».
وكتب إدوارد أندروز ما يلي:

ينظر المؤرخون تقليدياً إلى المبشرين المسيحيين بواحدة من الطريقتين. حيث قام مؤرخو الكنيسة الأوائل بتدوين التاريخ التبشيري من خلال أوصافاً لسيرهم ولتجاربهم، ونجاحاتهم، وأحياناً استشهادهم. وهكذا كان المبشرون قديسين مرئيين، ونماذج مثالية من تقوى في بحر من الهمجية المستمرة. ومع ذلك، وبحلول منتصف القرن العشرين، وهو عصر تميزت به حركات الحقوق المدنية، ومناهضة الإستعمار، والعلمنة المتنامية، كان يُنظر إلى المبشرين بشكل مختلف تماماً. حيث بدلاً من الشهداء الأتقياء، وصف المؤرخون المبشرين بالإمبرياليين المتغطرسين والجشعين. ولم تصبح المسيحية نعمة إنقاذ وإنما قوة متجانسة وعدوانية فرضها المبشرون على السكان الأصليين. وبالفعل، أصبح من المفهوم الآن أن المبشرين يعتبرون عملاء مهمين في الدولة القومية الآخذة في التوسع، أو «قوات الصدمة الإيديولوجية للغزو الاستعماري الذي أعمتهم حماستهم».

وفقاً لجيك ميدور «حاول بعض المسيحيين فهم معنى المسيحية بعد الاستعمار من خلال التخلي عملياً عن كل شيء يخص مسيحية المستعمرين. إنهم يعتقدون أنه إذا كان من الممكن استخدام فهم الاستعماريين للمسيحية لتبرير القتل والسرقة والإمبراطورية، إذن ففهمهم للمسيحية كان خاطئ تماماً». ووفقا للامين سانيه «الكثير من الدراسات الغربية عن البعثات المسيحية تواصل من خلال النظر في دوافع المبشرين الفردية وتختتم بجعل المؤسسة التبشيرية برمتها جزء من آلية الإمبراطورية الثقافية الغربية».
يؤكد مايكل وود أن الشعوب الأصلية لم يكن يتم النظر إليها ككائنات بشرية وأن المستعمرين كانوا متأثرين بـ«قرون من الاستعراقية، والتوحيد المسيحي، والذي تبنى حقيقة واحدة، زمان واحد ونسخة واحدة من الواقع».
وفقا لهشام نشابة من جمعية المقاصد الخيرية الإسلامية: «أقبل الغربي على دراسة الإسلام مثلا بعقلية المستعمر، فأصبحت المسيحية بالنسبة إلى غير المسيحيين في الشرق مقرونة بالاستعمار وما يرافقه من ظلم واستغلال»، ويرى أن الاستعمار قد أفسد العلاقة بين المسلمين والمسيحيين في الشرق، وأدى لاتهام المسلمين للمسيحيين بالتعاون مع الاستعمار، مع أن الغالبية العظمى منهم بريئة من ذلك الاتهام.

## عصر الاستكشاف

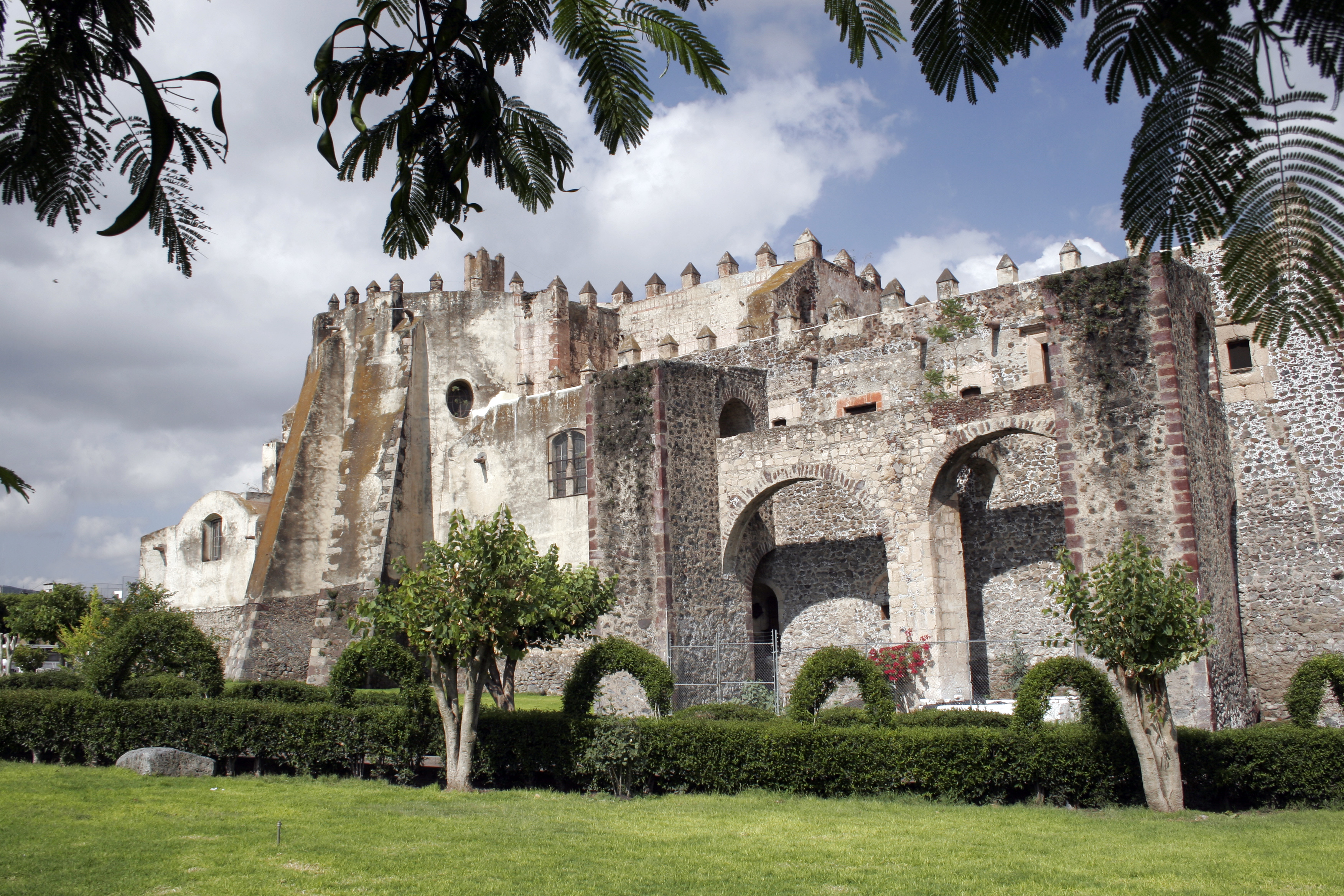
دير القديس أوغسطينوس؛ والذي كان مركزًا للبعثات التبشيرية في المكسيك عام 1550.

بذلت الكنيسة الكاثوليكية خلال عصر الاستكشاف جهدًا كبيرًا لنشر المسيحية في العالم الجديد وتحويل الهنود الحمر وغيرهم من السكان الأصليين للمسيحية. وكانت الجهود الإنجيلية جزءًا كبيرًا من مبررات الفتوحات العسكرية من قبل الدول الأوروبية مثل إسبانيا وفرنسا والبرتغال. دخلت البعثات المسيحية جنبًا إلى جنب مع الجهود الإستعمارية للدول الكاثوليكية. عمل في الأمريكتين وغيرها من المستعمرات في آسيا وأفريقيا، العديد من الجماعات الدينية مثل الفرنسيسكان، والدومنيكان، والأوغسطينيون واليسوعيون. في المكسيك عُرف التبشير المنظم في وقت مبكر من قبل هذه البعثات باسم «الفتح الروحي المكسيك».
بالرغم من تقلص اعداد السكان الأصليين لأمريكا الوسطى وأمريكا الجنوبية، بشكل كبير نتيجة لفقر مناعتهم للأمراض التي جلبها المستعمرون، إلا أن البابا بيوس الثالث كان قد دعا بالمنشور البابوي ”الله الأسمى“ سنة 1537 إلى احترام السكان الأصليين وحقوقهم معلنًا أنهم بشر، على عكس ما كان سائدًا من اعتقاد، ودعا إلى الاهتمام بدعوتهم لاعتناق المسيحية. أصدر العديد من الباباوات أبرزهم بولس الثالث منشورات بابوية تدين إساءة معاملة الأمريكيين الأصليين المستعبدين، إلا أنها قد تجوهلت. وفي عام 1839 ندد البابا غريغوري السادس عشر جميع اشكال الرق. لقد عرف عن الجيش الأسباني بالقسوة في تعامله مع السكان الاصليين في اميركا اللاتينية، مما جعل المبشرين الكاثوليك يعملون لمكافحة قوانين استعباد الهنود الحمر. ولعب عدد من الرهبان أدوارًا مهمة في الدفاع عن حقوق العبيد والسكان الأصليين وأدت جهودهم في الدفاع عن حقوق العبيد إلى نقاش حول طبيعة حقوق الإنسان في الفكر الغربي، وولادة القانون الدولي المعاصر. فمثلا بارتولومي دي لاس كاساس كانت له مساعي حثيثة لرفع الظلم الذي وقع على السكان الأصليين بعد الغزو الإسباني، وكذلك تصدى الراهب فرانشيسكو دي فيريتا لقوانين العبودية وللانتهاكات التي ارتكبتها السلطات الأسبانية ضد الهنود الحمر.

## الأمريكتان
كتب جان فان بوسيلار: «بالنسبة إلى الأمير هنري الملاح ومعاصريه، فقد استند المشروع الاستعماري على ضرورة تطوير التجارة الأوروبية والالتزام بنشر العقيدة المسيحية». ووفقاً لفينسنت كارول فقد تم اتهام الزعماء المسيحيين والمذاهب المسيحية بتبرير وارتكاب العنف ضد الأمريكيين الأصليين الموجودين في العالم الجديد.
قبلت الكنيسة مبدئيًا العبودية كجزء من النسيج الاجتماعي للمجتمع الروماني، وحضّت على المعاملة الإنسانية للعبيد وطالبت العبيد على التصرف بشكل مناسب تجاه أسيادهم. خلال القرون الوسطى، تغير هذا الموقف فعارضت الكنيسة استعباد المسيحيين؛ ومع نهاية العصر الوسيط، كانت ظاهرة الرق في أوروبا قد اندثرت، ثم بداية عصر الاستكشاف ازدهرت تجارة العبيد في المستعمرات الأوروبية وترافق ذلك مع إساءة المعاملة. أصدر العديد من الباباوات أبرزهم بولس الثالث منشورات بابوية تدين إساءة معاملة الأمريكيين الأصليين المستعبدين، إلا أنها قد تجوهلت. في عام 1537 أصدر البابا بولس الثالث منشورًا ثوريًا يدعو فيه إلى احترام السكان الأصليين وحقوقهم معلنًا أنهم بشر، وفي عام 1839 ندد البابا غريغوري السادس عشر بجميع أشكال الرق.
أثناء الاستعمار الأوروبي للأمريكتين، كان التحول الديني الإجباري للسكان الأصليين غير المسيحيين في القارتين أمرًا شائعًا، لا سيما في أمريكا الجنوبية وبلدان أمريكا الوسطى. وفقا لفيشر، يتفق المؤرخون على نطاق واسع على أن معظم السكان الأصليين الذين تحولوا إلى المسيحية فعلوا ذلك تحت تهديد العنف، غالبًا لأنهم أُجبروا على ذلك بعد تعرضهم الغزو، وأن الكنيسة الكاثوليكية تعاونت مع السلطة المدنية لتحقيق هذه الغاية.

### البعثات التبشيرية الإسبانية

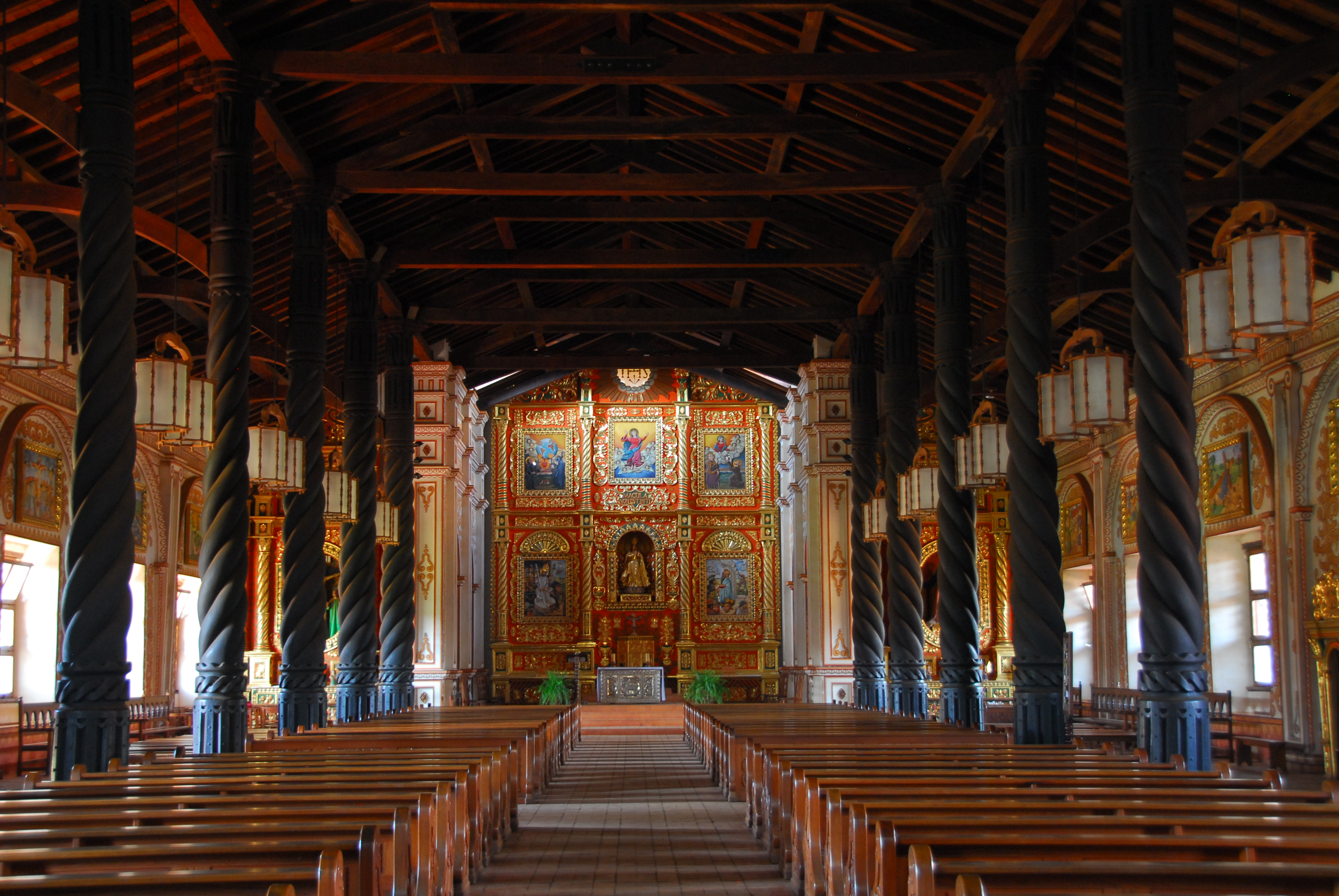
كنيسة من بقايا مستوطنة كونسيبسيون اليسوعيَّة في سانتا كروز، بوليفيا.

كتب أدريان فان أوس: «إذا كان علينا أن نختار فكرة واحدة غير قابلة للاختزال في إطار الاستعمار الإسباني في العالم الجديد، فإنها ستكون بلا شك نشر الإيمان الكاثوليكي. على عكس دول أوروبا الأخرى مثل إنجلترا أو هولندا، أصرت إسبانيا على تحويل سكان الأراضي التي احتلتها إلى دين الدولة. بأعجوبة، نجحت. تمّ التعريف بالكاثوليكية في سياق التوسّعية الأيبيريّة، وقد تخطّت الكاثوليكية نتيجة لذلك الإمبراطورية نفسها واستمرت في الازدهار، ليس كإرث ينطوي على مفارقة تاريخية بين النخبة، بل كتيار حيوي حتى في القرى الجبلية النائية. الكاثوليكية لا تزال التراث الاستعماري الرئيسي لإسبانيا في أمريكا. أكثر من أي مجموعة من العلاقات الاقتصادية مع العالم الخارجي، أكثر حتى من اللغة التي جلبت لأول مرة إلى شواطئ أمريكا في عام 1492، لا يزال الدين الكاثوليكي يتخلل الثقافة الإسبانية الأمريكية اليوم، مما خلق وحدة ثقافية مهيمنة تتجاوز الحدود السياسية والوطنية بين دول القارة.»
كان الإسبان مطالبين، بموجب مرسوم الفاتيكان، بتحويل السكان الأصليين في العالم الجديد إلى الكاثوليكية. تاريخياً، استهدفت وكبتت السلطات الاستعمارية الهويات الدينية للسكان الأصليين من أجل التحول للمسيحية، وسارعوا إلى القضاء على أي ممارسات ثقافية محلية أعاقت هذه الغاية. من ناحية أخرى، لم يفرض الإسبان لغتهم بالدرجة التي فرضوا بها دينهم، وكانت الكاثوليكية يتم نشرها عن طريق لغات محلية. ومع ذلك، كانت الجهود الأولية في كثير من الأحيان ناجحة بشكل مشكوك فيه، حيث أضاف السكان الأصليون الكاثوليكية إلى احتفالاتهم التقليدية والمعتقدات القديمة ببساطة، ولا يزال التوفيق بين المعتقدات المحلية والمسيحية سائدا إلى حد كبير في مجتمعات الهنود وميستيزو في أمريكا اللاتينية. اعتُبِرَت العديد من التعبيرات والأشكال والممارسات والعناصر الفنية للسكان الأصليين وثنية وحظرها أو دمرها المبشرون والجيش والمدنيون الإسبان. ويشمل ذلك العناصر الدينية والمنحوتات والمجوهرات المصنوعة من الذهب أو الفضة، والتي تم صهرها قبل شحنها إلى إسبانيا.
لقد عرف عن الجيش الإسباني القسوة في تعامله مع السكان الأصليين في أميركا اللاتينية، مما جعل المبشرين الكاثوليك يعملون لمكافحة قوانين استعباد الهنود الحمر. ولعب عدد من الرهبان أدوارًا مهمة في الدفاع عن حقوق العبيد والسكان الأصليين وأدت جهودهم في الدفاع عن حقوق العبيد إلى نقاش حول طبيعة حقوق الإنسان في الفكر الغربي، وولادة القانون الدولي المعاصر. فمثلا بارتولومي دي لاس كاساس كانت له مساعي حثيثة لرفع الظلم الذي وقع على السكان الأصليين بعد الغزو الإسباني، وكذلك تصدى الراهب فرانشيسكو دي فيريتا لقوانين العبودية وللانتهاكات التي ارتكبتها السلطات الأسبانية ضد الهنود الحمر.

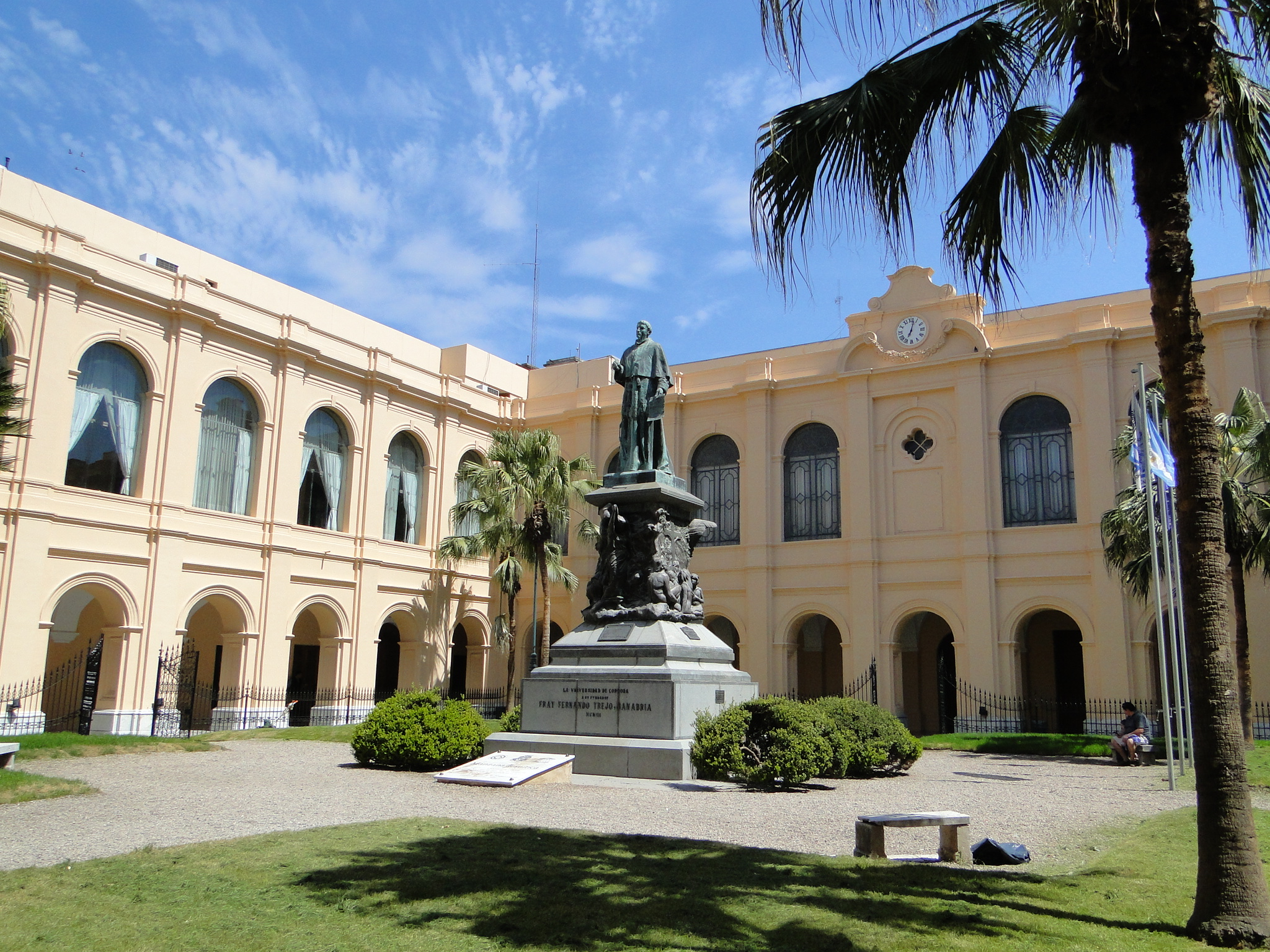
مبنى جامعة كوردوبا الوطنيَّة في الأرجنتين: بنيت الجامعة على يد المبشرين اليسوعيين عام 1613.

أسس الرهبان مئة وعشرين مستشفى في أول مئة سنة من الحقبة الإستعمارية، كان يخدم بعضها الإسبان فقط ولكن خدم معظمها حصرًا السكان الأصليين. وكانت هذه المستشفيات بالنسبة للهنود ذات أهمية خاصةً لأن الأوبئة إلى موت عدد لا يحصى من الهنود بعد الغزو الإسباني. وهب إرنان كورتيس أراضي لمستشفى الحبل بلا دنس، المعروف أكثر باسم مستشفى جيسوس، في مكسيكو سيتي، وقام بإدراته الرهبان الكاثوليك. كما أسس الأسقف فاسكو دي كيروجا، عدد من المستشفيات في ميتشواكان. وأسس التاج الملكي المستشفى الهندي الملكي في ميكسيكو سيتي (بالإسبانيَّة: Hospital Real de Indios) في عام 1553، وقد عمل المستشفى حتى عام 1822 عندما اكتسبت المكسيك استقلالها. ولم تكن المستشفيات مجرد أماكن لعلاج المرضى والموت، بل كانت أيضًا مؤسسات روحيَّة. وأقامت الكنيسة الكاثوليكية أولى الجامعات في أمريكا اللاتينية وكان أقدمها جامعة سانيا كروز في المكسيك وجامعة توما الأكويني في جمهورية الدومنيكان وجامعة سان ماركوس الوطنية في البيرو وهي أقدم مؤسسة تعليم عالي في العالم الجديد، تأسست في 12 مايو 1551، وجامعة قرطبة الوطنية في الأرجنتين وهي من أقدم الجامعات في قارة أمريكا الجنوبية حيث تأسست عام 1613. كما قدم المبشرون الكاثوليك مساهمات كبيرة في اللغويات ووصف وتوثيق العديد من اللغات قي أمريكا الجنوبية، حيث وفقاً للباحث إيفين هوفدوغن جامعة أوسلو «توجد العديد من اللغات اليوم مذكورة فقط في السجلات التبشيرية. أكثر من أي مكان آخر، كانت معرفتنا باللغات الأم في أمريكا الجنوبية نتاج نشاط تبشيري ... لولا وجود وثائق تبشيرية، كان استرجاع [عدة لغات] مستحيلًا تمامًا». ويشير أيضاً أنه «لا يمكن كتابة تاريخ مرضي في اللغويات قبل الاعتراف بالإسهام المثير للإعجاب للمبشرين».
يصف رالف باور البعثات التبشيرية الفرنسيسكانية بأنها «ملتزمة بشكل لا لبس فيه بالإمبريالية الإسبانية، متغاضية عن عنف وإكراه الغزو، باعتبارها الطريقة الوحيدة القابلة للتطبيق لجلب المواطنين الأمريكيين الأصليين تحت ظل حكم المسيحية المنقذ». يكتب جوردان «كارثة اغتصاب أمريكا الإسبانية على يد الغزاة أحد أكثر الأمثلة قوة في كامل تاريخ الفتح الإنساني للتدمير الوحشي لثقافة البعض من جانب آخرين باسم الدين.»

## آسيا والشرق الأقصى

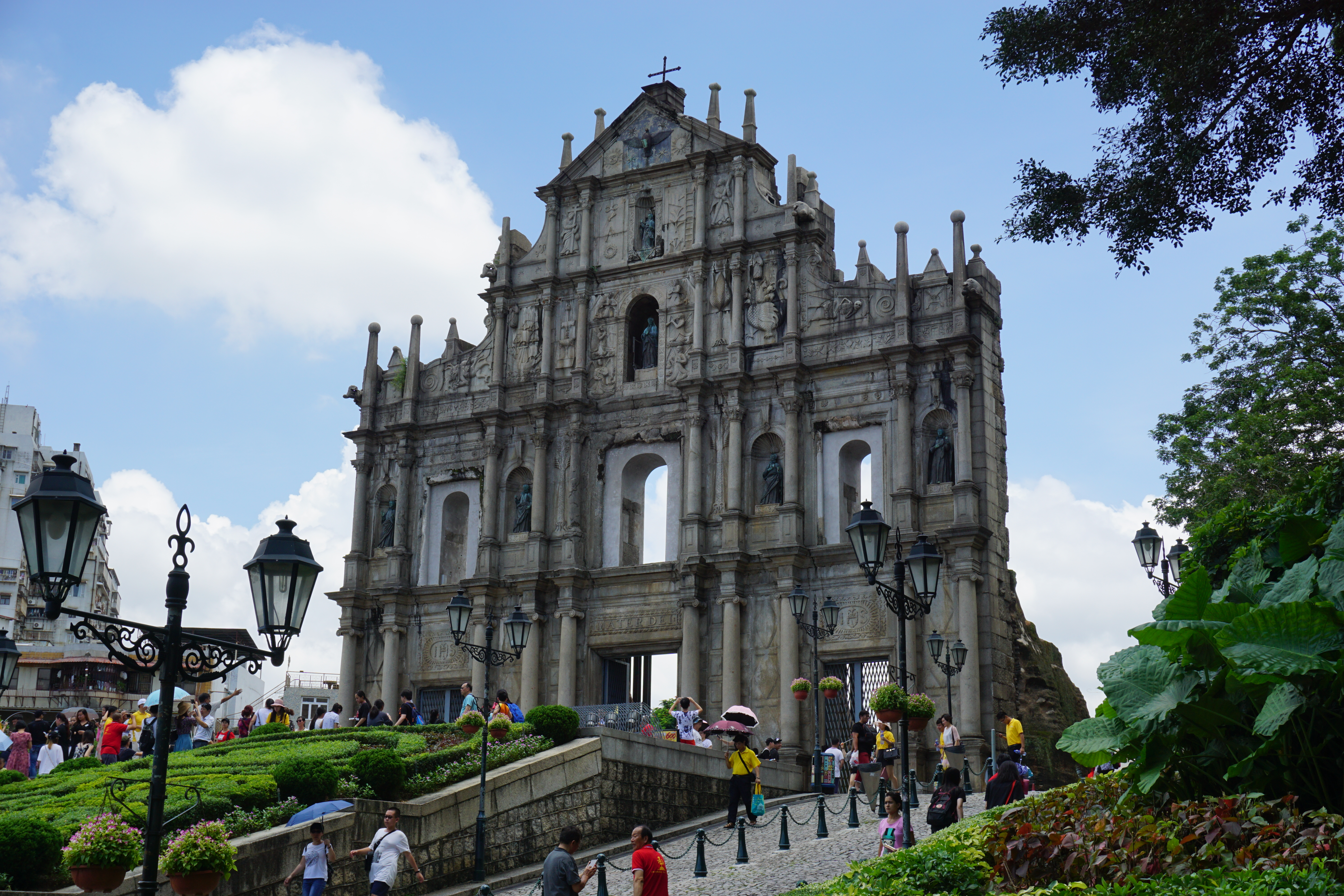
أطلال كنيسة القديس بولس في ماكاو (بالصينية: 大三巴牌坊) التي يعود تاريخ بناءها إلى عام 1640؛ وهي تعتبر الجامعة الغربيَّة الأولى في شرق آسيا.

حقق المبشرون المسيحيون نجاحًا متباينًا في الشرق الأقصى. بعد النجاح الأولي في اليابان، قمعت الحكومة اليابانية البعثات المسيحية حتى عام 1837 بعد رفع الحظر عن المسيحيّة. في الصين كان هناك نجاح محدود في بعض الأماكن ومنها في ماكاو التي لم تقتصر أهميتها على الناحية التجارية وحسب بل كانت أيضاً مركزاً للبعثات التبشرية الكاثوليكية حيث عُدت بوابةً لنشر تعاليم المسيحية في الصين واليابان، فقد وصل أوائل اليسوعيون إلى ماكاو خلال ستينيات القرن السادس عشر، وتبِعهم الدومينيكانيون بعد حوالي عشرين عاماً. وكانت كلية القديس بولس في ماكاو قاعدة للمبشرين اليسوعيين المسافرين إلى الصين واليابان وشرق آسيا، وتطورت مع اختلاط التجارة بين ماكاو وناغازاكي حتى عام 1645. وفي الهند، غالباً ما كان المبشرون البريطانيون في نزاع مع الإداريين ورجال الأعمال البريطانيين. وحقق المبشرين نجاحًا معتدلًا بين العديد من الطبقات. وفي فيتنام التي كانت تسيطر عليها فرنسا، وكوريا التي كانت تسيطر عليها اليابان، حقق المبشرون المسيحيون نجاحًا كبيرًا من حيث العضوية
ولعبت الجهود التبشيرية وغيرها من أعمال العلماء اليسوعيين، بين القرن السادس عشر والسابع عشر دورًا هامًا في مواصلة نقل المعرفة والعلوم والثقافة بين الصين والغرب، وأثرت على الثقافة المسيحية في المجتمع الصيني اليوم. ومن أبرز الآثار التي تركها اليسوعيين كانت كان ترجمة آثار الفلسفة الصينية القديمة إلى لغات أوروبا ما ساهم في اطلاع الغرب والعالم على مناحي لم يطلع عليها مسبقًا. وبذل رهبان الإرساليات اليسوعية في الصين جهدًا هامًا في العلوم خاصًة في الرياضيات والفلك والهيدروليكية والجغرافيا عن طريق ترجمة الأعمال العلمية إلى اللغة الصينية وتطويرها. وبحسب توماس وودز فاليسوعيين طوّروا مجموعة كبيرة من المعارف العلمية ومجموعة واسعة من الأدوات العقلية لفهم الكون المادي، بما في ذلك الهندسة الإقليدية التي طورت مفهوم حركة الكواكب. واعتبر خبير آخر نقلًا عن توماس وود وبريتون أن أحد أسباب بداية الثورة العلمية في الصين كانت بسبب نشاط اليسوعيين العلمي.
| المسيحية والاستعمار              | بذل اليسوعيون جهود لترجمة الأعمال الغربية الرياضية والفلكية في مصلحة الشعب الصيني وجذيت هذه الأعمال انتباه العلماء الصينيين لهذه العلوم. جعلوا الرصد الفلكي واسع جدًا ونفذوا أولى أعمال رسم الخرائط الحديثة في الصين. علّموا أيضًا تقدير الإنجازات العلمية لهذه الثقافة القديمة وجعلها معروفة في أوروبا. من خلال مراسلاتهم للعلماء الأوروبيين علموا هؤلاء لأول مرة عن العلم والثقافة الصينية. | المسيحية والاستعمار |
| — أغسطين أودياس، شباك إلى الصين. | |                     |

### الصين

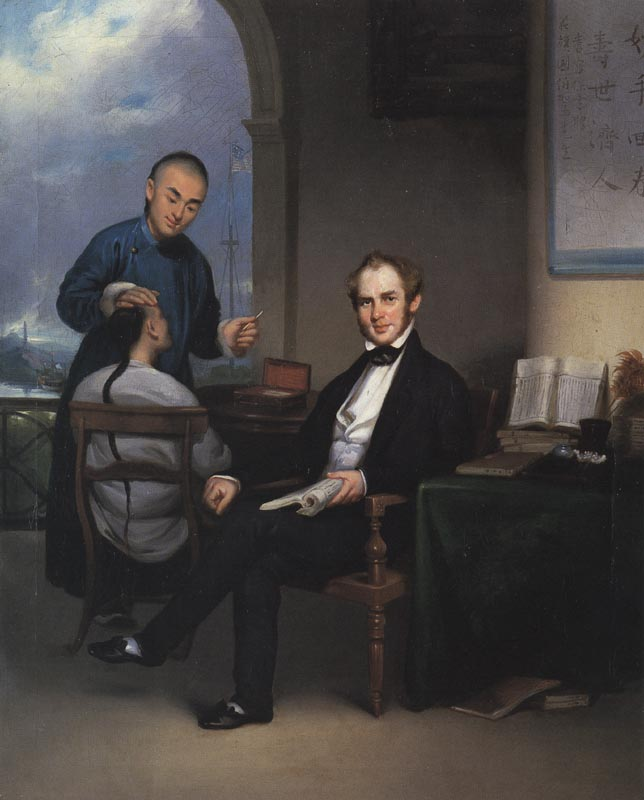
الطبيب والمبشّر بيتر باركر، والذي أدخل التقنيات الطبيّة الحديثة إلى الصين خلال عصر سلالة تشينغ.

كان للمسيحية تأثير أكثر حضارياً، ووصلت إلى ما هو أبعد من السكان المحولين وإلى التحديثيين المحتملين. حيث كان لإدخال الطب الأوروبي من خلال المبشرين أهمية خاصة، وكذلك تم إدخال الممارسات السياسية الأوروبية والمثل العليا مثل الحرية الدينية، والتعليم الجماعي، والطباعة، والصحف، والمنظمات التطوعية، والإصلاحات الاستعمارية، وخاصةً الديمقراطية الليبرالية. وقامت البعثات التبشرية البروتستانتية بعدد من البعثات الطبية في الصين وقد وضع هؤلاء الأطباء والجراحين المسيحيين البروتستانت في القرن التاسع عشر وأوائل القرن العشرين الأسس للطب الحديث في الصين. أنشأ المبشرون البروتستانت أول العيادات والمستشفيات الحديثة، وتم تدريب فيها الممرضين والممرضات، وفتحت المدارس الطبية الأولى في الصين. وقد تم العمل أيضًا في معارضة تعاطي الأفيون. وجاءت العلاج الطبي والرعاية الصحية للصينيين الذين كانوا مدمنين، وتأثر الرأي العام والرسمي في نهاية المطاف لصالح وضع حد لهذه التجارة.
تكاثرت البعثات التبشرية المسيحية في الصين عقب شقّ الدول الأوروبية الأوروبية المستعمرة طريقها إلى الصين بالقوة في القرنين التاسع عشر والعشرين، ودخل الآلاف من الصينيين إلى الديانة المسيحية خصوصًا إلى المذهب الكاثوليكي والبروتستانتي. وترجمت الكتب المسيحية المختلفة والكتاب المقدس إلى اللغة الصينية. في النصف الثاني من القرن التاسع عشر قامت الكنيسة الأرثوذكسية بخطوات واسعة في مجال التبشير في الصين، حيث أرسل للبلاد الكثير من رجال الدين والوعاظ الروس. تزامن ذلك مع ترجمة الكثير من الكتب الروحية والدينية المسيحية للغة الصينية. واندلعت في الصين بين عامي 1899 و1901 ما عرفت بثورة الملاكمين، وهي ثورة أطلق شرارتها غضب الصينيين من النفوذ الأجنبي الذي كان يتنامى في البلاد من جميع النواحي (التجارية، السياسية والدينية)، أدى ذلك إلى هجمات عنيفة شنها الثوار ضد أتباع الديانة المسيحية من المبشرين المسيحيين وأيضا المسيحيين الصينيين الذين اعتبروهم مسؤولين عن الهيمنة الأجنبية في البلاد. ومع استمرار الانتفاضة قتل عشرات الآلاف من المسيحيين الصينيين من مختلف الطوائف، خصوصا في مقاطعات شاندونج وشانخي وكذلك في العاصمة. وقفت الحكومة الصينية بحالة من الشلل والعجز أمام هذه الانتفاضة، وباستمرار الثوار بمحاصرة بكين وقتل الأجانب تحالفت ثمان دول وهي الإمبراطورية النمساوية المجرية، فرنسا، ألمانيا، إيطاليا، اليابان، روسيا، بريطانيا، والولايات المتحدة الأمريكية وأرسلوا قوات متعددة الجنسيات قوامها 20,000 رجل لإنقاذ الرعايا الأجانب والبعثات الدبلوماسية والتبشيرية المسيحية. وأُجبرت الحكومة الصينية بعدها على تعويض الضحايا وتقديم تنازلات إضافية للدول الكبرى.
كانت المسيحية واحدة من أكثر الديانات تأثيرًا في هونغ كونغ، وذلك بسبب خضوع هونغ كونغ تحت حكم التاج البريطاني من عام 1841 إلى عام 1997، حيث كانت المسيحية الديانة الرئيسيَّة للمملكة المتحدة. وقد أعطيت للمسيحيَّة، وخاصَة للكنيسة الأنجليكانية، امتيازًا خاصًا من قبل الحكومة الإستعمارية البريطانية.
كانت ماكاو مستعمرة برتغالية حتى 20 ديسمبر 1999، وبسبب التأثير البرتغالي والذي دام لأكثر من أربعة قرون، أصحبت الثقافة المسيحية في ماكاو ذات نفوذ ثقافي هام يتمثل بمجموعة من الأعياد والاحتفالات والأحداث فضلًا عن المؤسسات التعليميّة والأكاديميّة والصحيّة، وفي عام 2014 درس 35,000 طالب في المدارس الكاثوليكية.

### الهند

#### الحقبة البرتغالية
كانت محاكم التفتيش في غوا عبارة عن مؤسسة برتغالية تعود إلى الحقبة الاستعمارية أنشأها المكتب الروماني الكاثوليكي المقدس بين القرنين السادس عشر والتاسع عشر لإيقاف ومعاقبة «الهرطقة ضد المسيحية» في آسيا. وتم اضطهاد كل من الهندوس والمسلمين والمسيحيين الجدد ومسيحيي مار توما من قبل الحكومة الاستعمارية البرتغالية ومن قبل رجال الدين اليسوعيين في الهند البرتغالية. عاقبت محاكم التفتيش أولئك الذين تحولوا إلى الكاثوليكية، لكنهم مشتبه فيهم من قبل رجال الدين اليسوعيين بممارسة دينهم السابق سراً. في الغالب، تم اتهام المضطهدين بممارسة الهندوسية سراً، وتم سجن العديد من السكان الأصليين لسنوات عديدة، والجلد علناً، وقد تم تسجيل ما لا يقل عن إعدام 57 جنديًا هندوسياً على مدار الثلاثمائة عام أي بدءًا من عام 1560. كما أحرق المبشرون الكاثوليك أي كتب مكتوبة باللغة السنسكريتية أو الماراثية أو الكونكاني أمكنهم العثور عليها في غوا، وكذلك منعوا الكتب المسيحية البروتستانتية من دخول غوا على السفن التجارية الهولندية أو الإنجليزية. بدأت محاكم التفتيش في غوا عن طريق المبشر فرنسيس كسفاريوس من مقره في ملقا من خلال رسالة بتاريخ 16 مايو من عام 1546 إلى جواو الثالث ملك البرتغال. بين بداية محاكم التفتيش في عام 1561 وإلغاءها المؤقت في 1774، تم تقديم ما لا يقل عن 16,202 شخص إلى المحاكمة من قبل محاكم التفتيش. وتم حرق جميع سجلات محاكم التفتيش الخاصة بغوا تقريباً من قبل البرتغاليين عندما ألغيت محاكم التفتيش في عام 1820، ومن المستحيل معرفة العدد الدقيق لمن مثلوا للمحاكمة والعقوبات المقررة لهم. لكن تشير السجلات القليلة التي نجت إلى أن 57 شخصاً على الأقل قد أُعدموا، وتم إحراق 64 آخرين لأنهم ماتوا بالفعل في السجن قبل إصدار الحكم. وتشير سجلات أخرى إلى أن ما يقرب من 70% من الذين أدينوا بتهمة ممارسة الهندوسية سراً قد تم إعدامهم، وكان تجويع العديد من السجناء حتى الموت والتمييز العنصري ضد الهنود متفشّيا خلال إجراءات محاكم التفتيش في غوا. وفي غوا، قامت محاكم التفتيش أيضاً بمقاضاة من يخالف القانون الذي يمنع الاحتفال بالطقوس الهندوسية أو الإسلامية أو من يقوم بالتدخل في المحاولات البرتغالية لتحويل غير المسيحيين إلى الكاثوليكية.

#### الحقبة البريطانية
كان للبعثات التبشيرية المسيحية إرث عريق في مجال التعليم والرعاية الصحية، ومنذ القرن الثامن عشر، أدّت أنشطة الطوائف المسيحية المتنافسة في الهند إلى تكثيف إنشاء مؤسسات النظام التعليمي المسيحي في البلاد. حتى يكون للمسيحيين في الهند نظامهم الخاص من المدارس والجامعات، والمؤسسات التعليميّة المسيحية والتي أدت وظيفة هامة بعضها تعتبر مؤسسات تعليمية مرموقة على مستوى العالم منها جامعة سانت فرنسيس كسفاريوس في بومباي. وكان يتم فتح المدارس من قبل المبشرين الكاثوليك والبروتستانت، حيث كانت مهمة التعليم المسيحي ذات شقين؛ أولاً، كان وظيفتها إرساء أساس تعليم العقيدة المسيحية للتبشير بين الشعوب غير المسيحية من خلال تشكيل نظام تعليمي لجميع المستويات من المدرسة الثانوية إلى الجامعة. وثانيهما، رعاية تعليم المسيحيين المحليين. كما ساعدت البعثات التبشيريَّة المسيحيَّة في تطبيق ممارسة النظافة وتشجيعها في الهند. وتدير حالياً الكنائس المسيحية المختلفة الآلاف من مؤسسات الرعاية الصحيَّة والمستشفيات والتي أسهمت إلى حد كبير في تنمية الأمة الهنديَّة.
وبما أن الكنيسة الأنجليكانية هي الكنيسة الرسمية في إنجلترا، فقد «كان لها تأثير على الهند مع وصول البريطانيين». واستناداً إلى عقيدة الإرسالية الكبرى، قال جوزيف وايت، وهو أستاذ اللغة العربية في جامعة أكسفورد «تم التبشير به أمام الجامعة في عام 1784 على واجب الترويج للرسالة العالمية التقدمية للمسيحية بين رعايا ماهوتانا وجينتو في الهند». وفي عام 1889، أعرب رئيس وزراء بريطانيا العظمى، روبرت سيسل عن مشاعر مشابهة، حيث قال «ليس من واجبنا فقط ولكن من مصلحتنا تشجيع نشر المسيحية إلى أقصى حد ممكن على امتداد طول وعرض الهند».
أدى تعاظم شأن جيش الهند البريطاني إلى وصول العديد من القساوسة الأنجليكان في الهند. وبعد الجمعية التشيرية التابعة لكنيسة إنجلترا في عام 1814، شيدت أبرشية كلكتا لكنيسة الهند وبورما وسيلان، وتم بناء كاتدرائية القديس بولس في عام 1847. وبحلول عام 1930، كان لدى كنيسة الهند وبورما وسيلان أربعة عشر أبرشية عبر الهند البريطانية.
جاء المبشرين من الطوائف المسيحية الأخرى إلى الهند البريطانية كذلك؛ منهم المبشرين اللوثريين، على سبيل المثال، والذين وصلوا إلى كلكتا في عام 1836، و«بحلول عام 1880 كان هناك أكثر من 31,200 مسيحي لوثري منتشرون في 1,052 قرية». وبدأ الميثوديون في الوصول إلى الهند في عام 1783 وأقاموا بعثات مع التركيز على «التعليم، والصحة والنظافة، والكرازة» وفي عام 1790، بدأ مبشرين من جمعية لندن التبشيرية والجمعية التبشيرية المعمدانية بالقيام بالأعمال التبشيرية في الهند البريطانية. وفي نيور، كان مستشفى جمعية لندن التبشيرية رائداً في تحسين نظام الصحة العامة لعلاج الأمراض حتى قبل إجراء المحاولات المنظمة من قبل رئاسة مدراس الإستعمارية، «مما أدى إلى خفض معدل الوفاة بشكل كبير».
بعد عام 1857، أصبح إنشاء المدارس والمستشفيات من قبل المبشرين المسيحيين البريطانيين «سمة محورية للعمل التبشيري والمسارات الرئيسية للتحويل الديني». وتعتبر كلية كنيسة المسيح التي بنيت في عام 1866 وكلية سانت ستيفن والتي بنيت في عام 1881، مثالين على المؤسسات التعليمية البارزة التابعة للكنيسة والتي تأسست خلال فترة حقبة الهند البريطانية. وداخل المؤسسات التعليمية التي أنشئت خلال فترة الحكم البريطاني، كانت النصوص المسيحية، وخاصةً الكتاب المقدس، جزءاً من المناهج الدراسية. خلال فترة الحكم البريطاني، طور المبشرون المسيحيون أنظمة الكتابة للغات الهندية التي لم يكن لها في السابق أنظمة. كما وعمل المبشرون المسيحيون في الهند على زيادة معرفة القراءة والكتابة، وشاركوا في النشاط الاجتماعي، مثل مكافحة الدعارة، ومناصرة حق النساء الأرامل في الزواج مرة أخرى، ومحاولة إيقاف الزواج المبكر للنساء. وبين النساء البريطانيات، أصبحت إرسالية زنانة طريقة شائعة لكسب المتحولين إلى المسيحية.

## أفريقيا

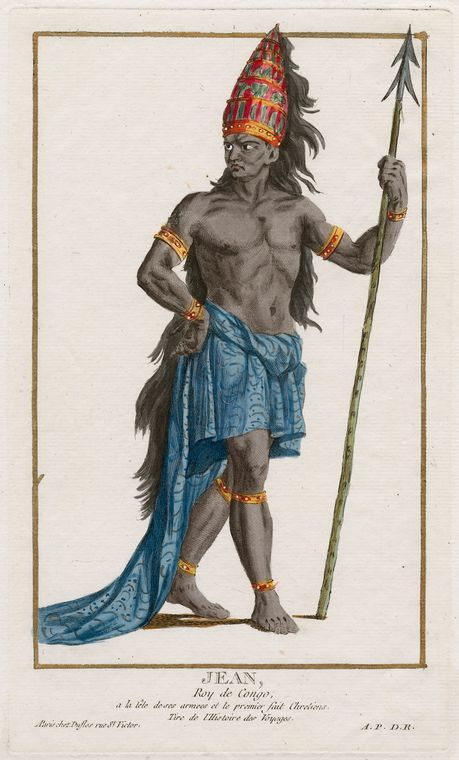
جواو الأول؛ أول ملك مسيحي لمملكة الكونغو.

يعود تاريخ المسيحية في أفريقيا إلى العصور المسيحية المبكرة، حيث انتشرت المسيحية في شمال أفريقيا وشرقها عن طريق تلاميذ المسيح والذي كان أبرزهم كان مرقس، وضمت مصر وإثيوبيا وأريتريا والنوبة وليبيا وتونس والجزائر والمغرب على مجتمعات مسيحية قديمة، منذ العصور المسيحية المبكرة، منها الكنيسة القبطية وكنيسة التوحيد الأرثوذكسية الإثيوبية وكنيسة التوحيد الأرثوذكسية الإريترية والمجتمعات المسيحية الأمازيغية. بالمقابل فإن المجتمعات المسيحية في أفريقيا جنوب الصحراء هي نتاج العمل التبشيري الأوروبي، وترتبط ارتباطًا وثيقًا بتاريخ التوسع الإستعماري الأوروبي. بإستثناء منطقة الكونغو الحديثة التي سبق الوجود المسيحي في المنطقة التدافع على أفريقيا في القرن التاسع عشر، حيث وصلت المسيحية لأول مرة في مملكة الكونغو عام 1491 مع المستكشفين البرتغاليين. واعتمدت مملكة الكونغو شكلاً من أشكال الكاثوليكية واعترفت به البابوية، وتم الحفاظ على هذه المعتقدات لما يقرب من 200 سنة.
شارك الإنجيليين المسيحيين بشكل وثيق في العملية الإستعمارية في أفريقيا الجنوبية. وفي منتصف القرن التاسع عشر، انخرطت البعثات البروتستانتية في أعمال تبشيرية نشطة على ساحل غينيا، وفي جنوب أفريقيا وفي أراضي زنجبار. وزار المبشرون مناطق وشعوب غير معروفة، وفي كثير من الحالات أصبح المستكشفون رواد التجارة. ديفيد ليفينغستون مبشر اسكتلندي، لعب دوراً منذ عام 1840 في العمل الإستكشافي شمال نهر أورانج.
وفقا لهيذر شاركي، لا يزال التأثير الحقيقي لأنشطة المبشرين موضوعًا مفتوحًا للنقاش في الأوساط الأكاديمية اليوم. وأكدت شاركي أن «المبشرين لعبوا أدوارًا متعددة في إفريقيا الاستعمارية وحفزوا أشكالًا من التغيير الثقافي والسياسي والديني»، «وما زال المؤرخون يناقشون طبيعة تأثيرهم ويشككون في علاقتهم بنظام الاستعمار الأوروبي في القارة.»
وفقاً للباحث ريان جونسون ساهم المبشرون المسيحيون بالعديد من المساهمات الإيجابية في جميع أنحاء العالم. بحسب دراسة حديثة، نشرت في مجلة العلوم السياسية الأمريكية (مطبعة جامعة كامبريدج)، حيث تم التركيز على دور المبشرين البروتستانت، وجدت الدارسة أنهم كثيرًا ما تركوا أثرًا اجتماعيًا إيجابيًا للغاية في المناطق التي كانوا يعملون فيها. «من خلال التحليل الإحصائي ارتبطت البعثات البروتستانتية بشكل كبير وبقوة مع نشر الطباعة، والتعليم، والتنمية الاقتصادية، وتنظيم المجتمع المدني، وحماية الملكية الخاصة، وسيادة القانون، ومستويات أقل من الفساد». وبحسب العالم السياسي روبرت ودبيري وجد من خلال الإحصاءات إلى القول بأن البعثات البروتستانتية كانت عاملاً مساعدًا هامًا في نشر الحرية الدينية، والتعليم، والديمقراطية. ووفقاً لهيذر شاركي «يعتقد بعض المراقبين أن المبشرين حققوا فائدة كبيرة في أفريقيا، حيث قدموا خدمات اجتماعية مهمة مثل التعليم والرعاية الصحية التي لم تكن متاحة للأفارقة». وقالت شاركي إنه «في المجتمعات التي كانت تهيمن عليها الذكور تقليدياً، زودت المبشرات الإناث النساء في أفريقيا المعرفة بالرعاية الصحية والتعليم الأساسي». وفقاً لدراسة بيو يتفوق المسيحيون تعليميًا في مناطق أفريقيا جنوب الصحراء على المسلمين، وبحسب الدراسة يتفق الباحثون وعلماء الاجتماع عمومًا على أن النشاط التبشيري المسيحي في إفريقيا خلال الحقبة الاستعمارية هو عامل أساسي. حيث نشط المبشرون البروتستانت بشكل خاص في إنشاء المدارس وتثقيف السكان المحليين، بدافع من إيمانهم بأن الجميع يجب أن يكونوا قادرين على قراءة الكتاب المقدس بلغتهم الأم. ويشير روبرت د. ودبيري عالم اجتماع في جامعة بايلور أن للمُبشرين البروتستانت في أفريقيا «كان لهم دور فريد في نشر التعليم الشامل» بسبب الأهمية الدينية لدراسة وقراءة الكتاب المقدس، حيث قام المُبشرين في ترجمة الكتاب المقدس للغات المحليَّة وفي إنشاء المدارس لتعزيز معرفة القراءة والكتابة.
وفقاً للباحثة فييرا باوليكوفا-فيلاهانوفا من عهد الدراسات الشرقية في الأكاديمية السلوفاكية للعلوم أدت المرحلة الثالثة من الحركة التبشيرية في أفريقيا، والتي بدأت منذ نهاية القرن الثامن عشر واستمرت طوال القرن التاسع عشر، في القرن العشرين أفريقيا إلى توسع كبير في الانتشار المسيحي أو ما يسمى «العصر الرابع العظيم من التوسع المسيحي». وفي محاولتهم لنشر العقيدة المسيحية، وكسب المتحولين وتحويل المجتمعات الأفريقية، فتحت البعثات المسيحية من جميع الطوائف مدارس ونشرت التعليم. وكان من المهم جدًا من الناحية العلمية التعليم في اللغات الأفريقية، من خلال إنتاج قواعد النحو والقواميس والكتب المدرسية وترجمة النصوص الدينية، كما ووضع المبشرون الأسس الأولى للأدب في اللغات الأفريقية. وبحسب الباحثة «لا شك في أن مشروع التبشير المسيحي له أهمية قصوى في التغريب في أفريقيا». لكنها تضيف أنه «الأفارقة لم يكونوا متلقين سلبيين للتأثيرات والأنماط الثقافية الجديدة». حيث مع اعتماد المسيحية كدين إلى جانب عملية التبادل الثقافي تشكلت من خلال الخيارات الأفريقية، من الاحتياجات والجهود المبذولة لإضفاء الطابع الأفريقي على التجربة المسيحية في أفريقيا من خلال تأمين الجذور المسيحية في السياق الأفريقي.

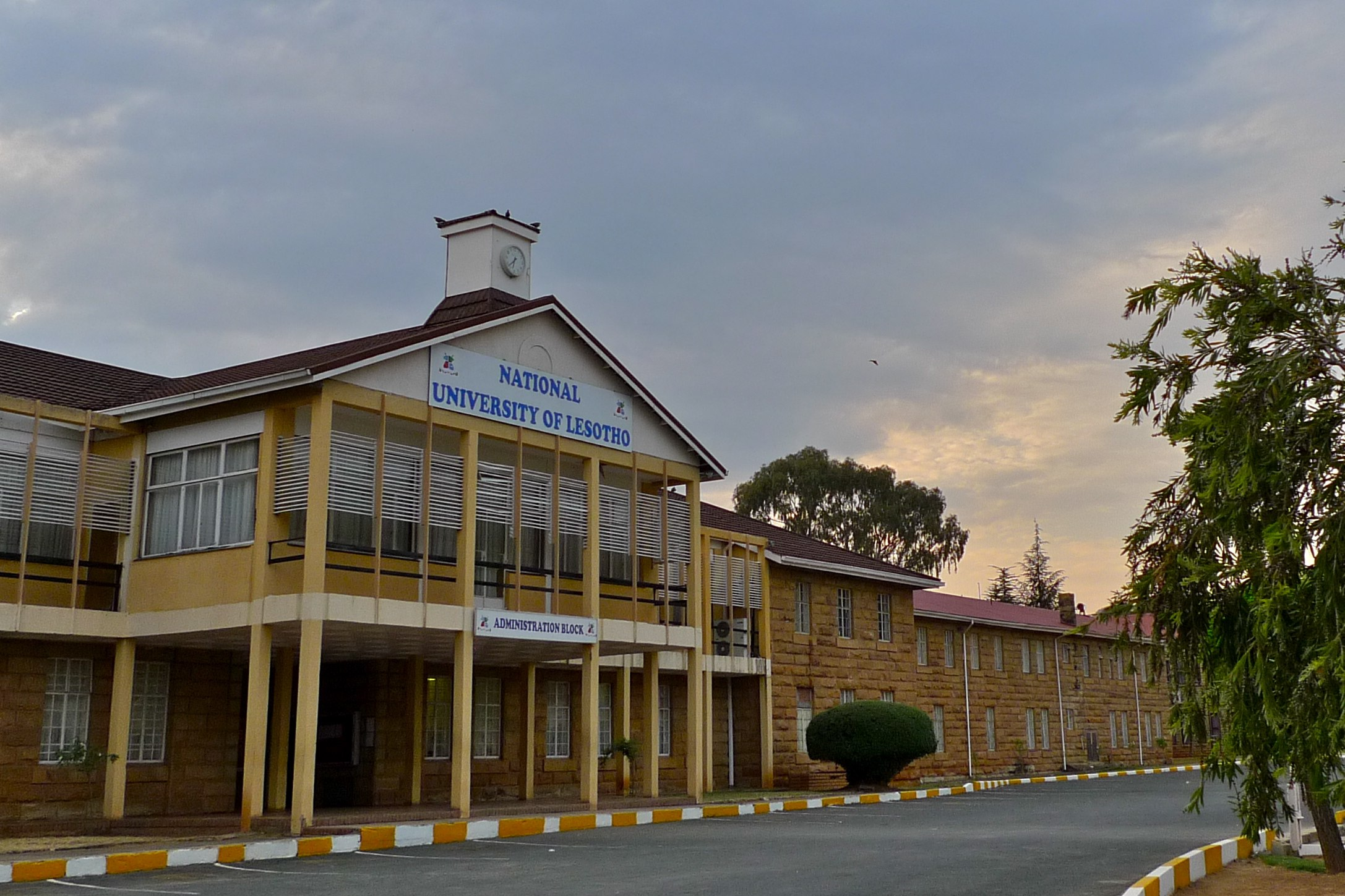
مدخل جامعة ليسوتو الوطنية؛ قامت الكنيسة الكاثوليكية ببناء الجامعة عام 1945.

ويشير ناثان نان أستاذ الاقتصاد في جامعة هارفارد أنَّ التعليم «هو المكافأة الرئيسية قبل المبشرين لجذب الأفارقة للمسيحية». كما وشجع المبشرين البروتستانت على تعليم المرأة ومحو الأمية بين النساء. وبحسب الدراسة قد تلعب مجموعة من العوامل الاقتصادية والاجتماعية والثقافية والدينية المعاصرة دورًا أيضًا في الفجوة. ووفقاً لأستاذ الاقتصاد في جامعة هارفارد ناثان نان «تبين أن وجود المبشرين المسيحيين، وخاصةً المبشرين البروتستانت، يرتبط ارتباطًا وثيقًا وإيجابياً بزيادة التحصيل العلمي، ويبدو أن التأثيرات تستمر لأجيال عديدة». كما ويشير بينما للبعثات الكاثوليكية والبروتستانتية تأثير إيجابي طويل المدى على التحصيل العلمي في أفريقيا، الا أن التأثيرات حسب الجنس كانت مختلفة تمامًا. كان للبعثات البروتستانتية تأثير إيجابي كبير على تعليم الإناث على المدى الطويل وتأثير صغير للغاية على تعليم الذكور على المدى الطويل. في المقابل، لم يكن للبعثات الكاثوليكية أي تأثير على تعليم الإناث على المدى الطويل، ولكن كان لها تأثير إيجابي كبير على تعليم الذكور. هذه النتائج تتسق مع الأهمية الكبرى لتعليم النساء من قبل البروتستانت بالمقارنة مع الكاثوليك. وتوصل ناثان نان عن طريق الجمع بين المعلومات التاريخية عن مواقع البعثات التبشيرية الكاثوليكية والبروتستانتية في المستعمرات الأفريقية، وبحث الأثر طويل الأجل للنشاط التبشيري البروتستانت والكاثوليك خلال الفترة الاستعمارية على التحول الديني والتعليم والمشاركة المدنية والمواقف تجاه الديمقراطية اليوم، إلى وجود أدلة متوافقة مع الاعتقاد بأن البعثات البروتستانتية كان لها تأثير قوي على التحويل الديني، وعلى زيادة التحصيل العلمي. بينما وجد ناثان أن البعثات الكاثوليكية لم يكن لها أي تأثير على التحويل الديني، ولا أي تأثير على التعليم. يشير ناثان أنه على الرغم من أن البعثات البروتستانتية زادت من انتشار المواقف التي تميل نحو الديمقراطية والمشاركة المدنية عن طريق تنمية التعليم، إلا أنه لا توجد أدلة على أن هذا النشاط التبشيري (البروتستانتي أو الكاثوليكي بشكل عام) قد أثر على هذه النتائج من خلال أي طريقة أخرى غير التعليم.

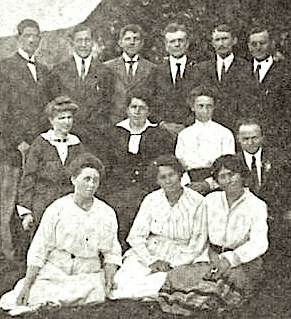
المُبشِّرة الأمريكيَّة هيلدا شتومپف التي قُتلت في مُستعمرة کیکویو سنة 1930 بسبب مُناهضتها خِتان الإناث.

حاول المبشرون في القارة الأفريقية ثني المتحولين للمسيحية من عملية ختان الإناث، وشرعت البعثات التبشيريَّة الپروتستانتيَّة في المُستعمرات البريطانيَّة الشرق أفريقيَّة (كينيا المُعاصرة) تُقاومُ خِتان الإناث خِلال أوائل القرن العشرين، عندما انضمَّ الطبيب الإسكتلندي الدكتور جون آرثر إلى بعثة الكنيسة الإسكتلنديَّة في مُستعمرة «کیکویو» بِوسط كينيا، وعمل جاهدًا لِمنع تلك العادة وإيقافها بين السُكَّان الأصليين لِلبلاد. ومع ذلك، في بعض الحالات، ومن أجل الحفاظ على المتحولين من الأديان الأخرى، فقد تجاهل وتغاضى بعض المبشرين عن استمرار هذه الممارسات.
أثناء حكم دولة الكونغو الحرة (1885-1908)، قام بعض من المبشرين البروتستانت بنشر وثائق عن الانتهاكات التي كانت تقوم بها الرابطة الدولية في الكونغو ضد السكان المحليين خلال عمليات جمع وبيع العاج والمطاط والمعادن في حوض الكونغو العلوي. في نهاية بعثته كتب روجر كسمنت تحقيقه في كتاب صار يعرف لاحقاً ب”التقرير حول الكونغو”، وأثار ردود فعل كبيرة في لندن. وأعتبر هذا الكتاب لاحقاً من أوائل الكتب التي بلورت مفهوم “حقوق الإنسان”. وساعدت هذه الأدلة إلى القيام بحملات انتقادات دولية؛ وقد أدى ضغط الرأي العام والمناورات الدبلوماسية إلى نهاية حكم ليوبولد الثاني ملك بلجيكا وإلى ضم الكونغو على أنها مستعمرة بلجيكية، لتعرف باسم الكونغو البلجيكية. ونُقلت تقارير شهود العيان من المبشرين مثل وليام هنري شيبارد على أنها محاولات من قبل البروتستانت لتشويه سمعة الدولة البلجيكيَّة.
وفقاً لتقرير من منظمة الوحدة الأفريقية تحت الحكم الإستعماري الألماني ثم البلجيكي، قام المبشرون الكاثوليك، مستوحين ذلك من النظريات العنصرية في أوروبا في القرن التاسع عشر، بعزو صفات متفوقة لأقلية التوتسي في البلاد، وبسبب إدارة المبشرين للمدارس في الحقبة الإستعمارية، تم نقل هذه القيم بشكل منهجي إلى عدة أجيال من الروانديين. وبحسب صموئيل توتن مع وصول المبشرين الكاثوليك إلى رواندا في أواخر عقد 1880، ساهموا في نظرية «هاميت» لأصول العرق، والتي ادعت أن التوتسي كانوا جنسًا متفوقًا. وقد اعتبر بعض الباحثين أنَّ الكنيسة لعبت دوراً هاماً في إثارة الانقسامات العرقية بين الهوتو والتوتسي، ويرجع ذلك جزئياً إلى أنهم وجدوا المزيد من المتحولين الراغبين في التحول إلى المسيحية بين الأغلبية من الهوتو. ابتداءاً من أواخر عقد 1920، نما دور الكنيسة الكاثوليكية وقد شجعت الحكومة البلجيكية هذا الأمر، لأن الكهنة عرفوا البلاد بشكل جيد وسهلوا إدارتها. وتحول العديد من الروانديين بما في ذلك النخبة من التوتسي إلى المذهب الكاثوليكي، حيث كانت الكاثوليكية شرطاً أساسياً للتقدم الإجتماعي. ورفض الملك موسينغا التحول للكاثوليكية، وفي عام 1931 تمت إقالته من قبل الإدارة البلجيكية. وبحسب تيموثي لونجمان ساعدت الكنائس الكاثوليكية والبروتستانتية في جعل الإبادة الجماعية في رواندا ممكنة، حيث كانت الكنائس تتوق إلى أن تكون لاعب سياسي، من خلال تفضيلها لعرقية التوتسي خلال الفترة الإستعمارية ثم تحول تفضيلها إلى عرقية الهوتو بعد ذلك، مما أرسل رسالة مفادها أن التمييز العرقي يتسق مع تعليم الكنيسة.
مثال على الاضطهاد من قبل المبشرين المسيحيين، هو اضطهاد المبشرين المسيحيين الأوائل لشعب الشونا، في زيمبابوي في الحالية، من خلال تدنيس الأضرحة في ماتونيني، ومضايقة كهنة شونا، وشجب عبادة الإله موارى، على اعتبار أنه إله مزيف. استمر هذا الاضطهاد حتى تم مُنع الشونا تمامًا من عبادة إلههم مواري في ماتونيني.
وفقاً لتاكودزوا هيلاري تشيوانزا عمل المبشرون المسيحيون الأوائل يداً بيد مع المستعمرين. في معظم الأوقات، تم إرسال المبشرين للتفاوض على المعاهدات التي من شأنها أن «تخضغ الأفارقة». ويرى تاكودزوا هيلاري تشيوانزا أن تأثير المسيحية في عملية الاستعمار كان سلبياً على الأفارقة،[هل المصدر موثوق به؟] ويرى الباحث جاريكاي تشينج أن مجئ المسيحية الاستعمارية لأفريقيا جاء معه نظام أبوي قمعي للنساء. ووفقاً لإتيم أكون، أستاذ الدراسات الدينية بجامعة كالابار في نيجيريا: «لقد أصبح الاستعمار وصمة للمسيحية في أفريقيا المعاصرة. إنها حقيقة تاريخية أن تنصير أفريقيا كان من خلال الآلات الاستعمارية.» ويضيف أن «أصبحت الديانة المسيحية، التي تم فرضها من خلال القوة العسكرية الاستعمارية، الديانة المهيمنة ذات السلالات المختلفة والمظاهر المتنوعة»، و«أصبحت المسيحية دين الحضارة والتنمية، وحتى مع التأثير المسيطر للمسيحية، رفض الأفارقة المتعلمين تأجيل ذكرى البعد الاستعماري للمشروع التبشيري»، إلا أنه يرى مع ذلك أن البعثات التبشيرية المسيحية في القرن التاسع عشر ساعدت في تعويض الاستغلال الاستعماري، وكان لها إنجازات إيجابية عديدة. ووفقاً لجون مبيتي، الفيلسوف المسيحي، فإن الصورة التي رسمها الأفارقة، وإلى حد كبير لا يزالون متمسكين بها، نحو بالمسيحية مرتبطة كثيراً بالحكم الاستعماري. وبحسب الدراسة يناقش المؤرخون الأفارقة بحدة العلاقة بين البعثات والاحتلال الاستعماري في أفريقيا في القرن التاسع عشر. حيث ينقسم العلماء حول دور ووضع المبشرين في التأريخ القومي. وفقا للباحث الإسلامي علي مزروعي، في القرن التاسع عشر كانت الجماعات التبشيرية أحيانا هي التي تحرض حكومات بلدانها الأوروبية على استعمار أفريقيا، خصوصا شرق أفريقيا، وأن المبرر الأخلاقي الذي كان يسوقه المبشرون لذلك كان منع اتجار الرقيق من قبل العرب ونشر المسيحية، حيث كانت معارضة الإمبريالية في أوروبا تتلاشى أحيانا أمام «التعصب التبشيري والحماس الأخلاقي».

## أوقيانوسيا
ابتداءا من عشرينيات القرن التاسع عشر، عمل عدد كبير من المبشرين في جزر بولنيزيا، حيث تحول على يدهم العديد من المجموعات السكانية المحلية إلى المسيحية. يجادل الباحث إيان بريوارد بأن بولينيزيا هي الآن «واحدة من أقوى المناطق المسيحية في العالم .... لقد تم دمج المسيحية بسرعة وبنجاح في الثقافة البولينيزية. ومع انتشار المسيحية اختفت الحرب والعبودية في المنطقة». وبحسب دراسة نشرت في عام 2018 حول انتشار المسيحية في أوقيانوسيا وعبر جزر المحيط الهادئ، تزامن انتشارها في جميع أنحاء المحيط الهادئ مع إقامة طرق التجارة والاستعمار الأوروبي للمنطقة، والذي وفقاً للبروفيسور كوينتين اتكينسون من جامعة أوكلاند من الصعب فصله. ولكنه يضيف «أعتقد أنه عندما تنظر إلى عدد كبير من المجموعات، كل ذلك بظروف مختلفة قليلاً، يمكنك أن تستوعب بعض الاختلافات في الإستراتيجية الاستعمارية وأن تنظر فقط إلى الاختلافات في أوقات التحويل». وبحسب الدراسة فإن تلك الثقافات والمجتمعات في أوقيانوسيا والتي كان لديها هيكل سياسي قوي مع قائد واضح كانت أكثر احتمالاً للتحول إلى المسيحية بسرعة أكبر.

### نيوزيلندا

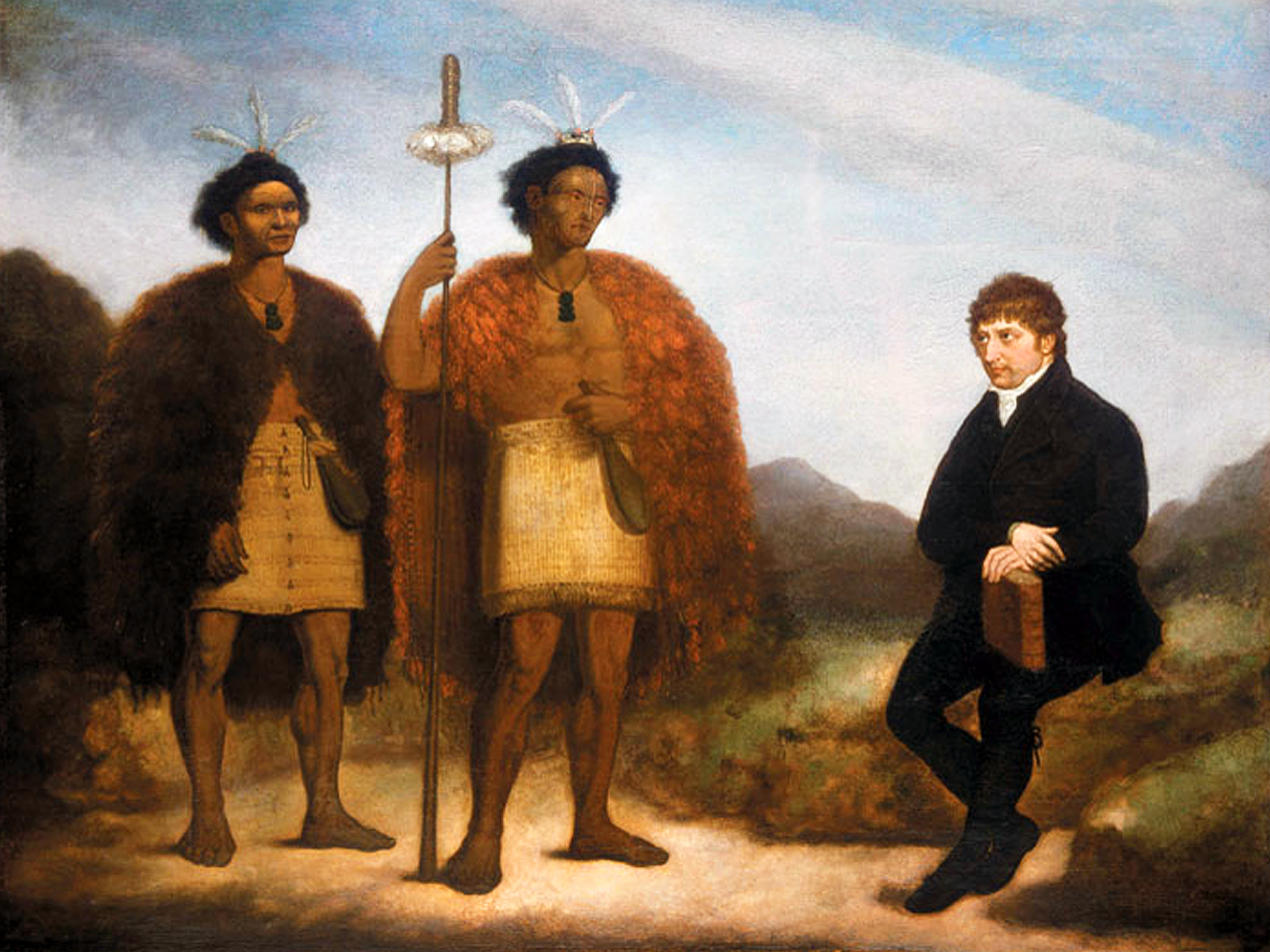
لوحة تعود لعام 1820 تصوّر زعيم قبيلة نغابوهي والزعيم هونغي هيكا والمبشر توماس كيندال.

شهد الاستطيان الأوروبي (أو «الباكيها» كما كان يُطلِق على المستوطنين باللغة الماورية) لنيوزيلندا تزايداً إبَّان العقود الأولى من القرن التاسع عشر بعد إنشاء عدد من محطات التبادل التجاري ولا سيما على الجزيرة الشمالية. يعود الفضل السبق في نشر تعاليم المسيحية بنيوزيلندا إلى صموئيل مارسدن الذي سافر إلى منطقة خليج الجزر الواقعة على الساحل الشرقي لأقصى شماليّ الجزيرة الشمالية، وأنشأ هنالك مركزاً للتبشير نيابةً عن جمعية تبشير الكنيسة التابعة لكنيسة إنجلترا. بلغ عدد المحطات التبشرية بحلول عام 1840 نحو عشرين محطة. وتعلَّم الماوري وهم السكان الأصليين بفعل احتكاكهم مع المبشرين المسيحيين حول تعاليم ومبادئ الدين المسيحي، وتعلَّموا منهم كيفية القراءة والكتابة وما استخدموه من تقنيات في الزراعة والتجارة وغيرها من مجالات الحياة الأخرى. تعاون اللغوي الإنجليزي صموئيل لي مع زعيم الماوري هونغي هيكا بدءاً من عام 1820 للعمل على تسجيل ونقل اللغة الماورية لتصبح في شكل مكتوب. كما ساعد صموئيل لي في وضع أول قاموس للغة الماورية حيث بنى على العمل الذي بذله المبشر توماس كيندل من جمعية تبشير الكنيسة وكل من زعيم الماوري هونغي هيكا والزعيم تيتور الذي قاد قبيلة نغابوهي. اختلف تأثير الاحتكاك مع الماوري؛ ففي بعض المناطق لم تتغير الحياة شيئاً يذكر، ولكن ساعدت الأدوات المعدنية التي استقدمها الأوروبيون مثل سنارات صيد السمك والفؤوس وأصبح يمكن الحصول عليها عبر التجارة بين قبائل نيوزيلندا. أمَّا القبائل التي احتكت بالأوروبيين احتكاكاً كبيراً ومباشراً مثل قبيلة نغابوهي وقبيلة نورثلاند فقد شهدت تحولات كبرى.
كانت أعداد معتنقي المسيحية بين السكان الأصليين في بادئ الأمر قليلة، ولكن بدأ الماوري يدخلون في المسيحية بدءاً من ثلاثينيات القرن التاسع عشر فازداد اعتناق المسيحية. دخلت قبيلة «إيوي» في المسيحية نتيجة تأثير المبشرين في تعليمهم المعارف الجديدة من قراءة وكتابة وغير ذلك، بالإضافة إلى الجهود التي بذلوها في إحلال السلام والمصالحة بين عديد الفصائل القبلية المتحاربة. كان الماوري إجمالاً يدخلون المسيحية طواعيةً بإرادتهم (عكس ما كان عليه الأمر في مناطق أخرى من العالم حينذاك).